# 池園哲太郎
池園 哲太郎（いけぞの てつたろう、1888年（明治21年）9月2日 - 没年不詳）は、東京市区長。慶應義塾大学教授。

## 経歴
福岡県出身。1911年（明治44年）、立教大学文科を卒業。1916年（大正5年）からアメリカ合衆国に留学し、1918年（大正7年）にコロンビア大学文科を卒業し、1919年（大正8年）にゼネラル神学院とニューヨーク大学文科を卒業し、修士号を得た。帰国後、慶應義塾大学教授を経て、東京市に入り、社会教育課長を務めた。1931年（昭和6年）1月に浅草区長となり、淀橋区長、豊島区長、下谷区長を歴任した。
その他、大日本連合青年団嘱託、東京市連合青年団嘱託を務めた。
その後、仙台市助役を務めた。